# Új-mexikói Állami Egyetem
Az Új-mexikói Állami Egyetem (rövidítve: NMSU vagy NM State) állami földadományozással létrehozott kutatóegyetem Las Cruces-ben. 1888-ban alapították, az állam egyik legöregebb állami intézménye és egyike a két zászlóshajó-egyetemnek (az Új-mexikói Egyetemmel együtt). Több campusa is van, többek között Alamogordóban, Doña Ana megyében és Grants-ben. Ezek mellett a megye harminchárom megyéjében vannak programjai és kutatóközpontjai.
Eredetileg Las Cruces-i Főiskola néven nyílt meg, 1898-ban lett földadományozásos főiskola és átnevezték Új-mexikói Mezőgazdasági és Technikai Főiskolára. 1960-ban kapta meg mai nevét. NMSU 219 programot működtet, amik közül 29 doktorátus, 68 mester és 97 alapképzéses. A 2022–2023-as iskolaévben 22 799 diákja volt, 1 581 oktatóra. Az Egyetem sportcsapatai New Mexico State Aggies néven ismertek, az NCAA első divíziójában szerepelnek.
Kiemelkedők oktatási, mérnöki, üzleti és betegápolási programjai. Új-Mexikó legfontosabb űrkutatással foglalkozó intézménye, egyike az országban létező 52 űrkutató egyetemnek.

## Iskolák
- Mezőgazdasági, Fogyasztói és Környezettudományos Főiskola[7]
- Művészeti és Tudományos Főiskola [8]
- Üzleti Főiskola[9]
- Mérnöki Főiskola[10]
- Egészségügyi, Oktatási és Társadalmi Átalakulási Főiskola[11]
- Honors College[12]
- Graduate School[13]

## Ranglisták
| Az Egyesült Államokban                            | Az Egyesült Államokban |
| ------------------------------------------------- | ---------------------- |
| Academic Ranking of World Universities 2022       | Nem szerepelt          |
| Forbes                                            | 458                    |
| Times Higher Education / Wall Street Journal 2022 | 401–500                |
| U.S. News & World Report 2022–2023                | 263                    |
| Nemzetközi                                        |                        |
| Academic Ranking of World Universities 2022       | Nem szerepelt          |
| QS 2023                                           | Nem szerepelt          |
| Times Higher Education 2023                       | 801–1000               |
| U.S. News & World Report 2022–2023                | 907                    |

## Fontos személyek
- Kevin Johnson, a Starbucks vezérigazgatója és elnöke
- Paul Wilbur Klipsch, üzletember
- Alvy Ray Smith, a Pixar társalapítója
- Kathy Lueders, NASA-tudós
- Clyde Tombaugh, csillagász, a Pluto felfedezője
- Antonya Nelson, író

## Galéria
- A Zuhl Könyvtár
- A Művészeti Központ
- A Branson Könyvtár
- A Conroy Honors Center
- A Goddard Hall
- A Sunspot Napobszervatórium, a Richard B. Dunn Teleszkóppal
- Az Apache Point Obszervatórium, ahol a Sloan Digital Sky Survey készült
- A Stan Fulton Athletics Center főbejárata
- Az alamogordói campus
- A főépület 1904-ben